# Homospora procrita
Homospora procrita är en fjärilsart som beskrevs av Turner 1904. Homospora procrita ingår i släktet Homospora och familjen mätare. Inga underarter finns listade i Catalogue of Life.